# Henri-Jacques Proumen
Œuvres principales
Le Sceptre volé aux hommes (1930)
Henri-Jacques Proumen, né à Dison le 23 mai 1879 et mort à Bruxelles le 1er octobre 1962, est un poète et romancier belge.

## Biographie
Henri Jacques Proumen a une formation scientifique. Il est ingénieur civil des mines et se consacre d’abord à la physique. Il est  directeur de l'École industrielle de Bruxelles. Il publie des ouvrages de vulgarisation consacrés aux rayons X, au radium, à l'électricité, etc. 
Il est aussi poète et romancier. Dans son premier roman, La Pétaudière, il décrit la vie dans un internat.
Durant la Première Guerre mondiale, il fonde[réf. nécessaire] le lycée français de Londres dont il est proviseur. Ce qu’il voit l’amène à publier Les Transplantés chez Albion, préfacé par Henri Barbusse qui est une étude documentaire sur les réfugiés de guerre en Grande-Bretagne. 
Il publie des contes dans des journaux et revues, édités ensuite en livres. Il est un écrivain d'anticipation scientifique dans la lignée de Jules Verne. Il a également écrit des fables à destination de la jeunesse.
À la suite de son décès à Bruxelles le 1er octobre 1962 des suites d'une longue maladie, il reçoit des funérailles à l'église Notre-Dame de l'Immaculée Conception de Dison et est inhumé au cimetière de Dison.

## Prix et récompenses
- Prix Émile-Zola 1928, (Société des gens de lettres)[4].
- Prix Maurice-Renard 1931 (Société des gens de lettres)  pour Le Sceptre volé aux hommes[5].
- Prix de l’Académie des Jeux floraux de Constantine pour Il pleut Bergère et Le nez de mon oncle[6].
- Premier prix du concours de poésie « fables », 1937, de la société des Amis de La Fontaine[7].
- Prix de la langue-française 1949 de l’Académie française.

## Publications
- La matière, l'éther et l'électricité, ouvrage de vulgarisation scientifique, 2 t., 1909, Henri Desforges, 269 et 302 p.
- Les Transplantés chez Albion. Préface de Henri Barbusse (1921)
- Le Petit Lapin de maman, croquis et souvenirs,  Paris, 1923, A. Kemplen, 212 p.
- Totor et moi, roman, Paris, 1923, Société mutuelle d'éditions[8]
- Le Ver dans le fruit, roman, Paris, 1925, Henri Parville, 255 p. lire en ligne sur Gallica
- La Suprême flambée, Paris, 1927, la Renaissance du livre, 1927, 191 p.
- Sur le chemin des dieux, roman, 8e édition, Paris, 1928, la Renaissance du livre
- La Boîte aux marionnettes, nouvelles, Paris et Bruxelles, 1930, J. Vermaut
- Le Sceptre volé aux hommes, roman, 1930, la Renaissance du livre[9]
- Le Nez de mon oncle, contes, Bruxelles, 1932, Vanderlinden, 136 p.
- Il pleut, bergère... contes, Bruxelles, 1932, Vanderlinden, 131 p.
- Cupidon sans fard... Coll. Yvette, n° 116,  Bruxelles, 1933, M. Mention, 183 p.
- Gens de la plèbe, Paris, 1933, l'Eglantine, 226 p.
- Ève proie des hommes, roman de la femme préhistorique, 1934, ed. Labor, 235 p.
- Fables sur tout et sur rien, illustrations de Lucienne Dumoulin, Bruxelles, 1936, Vanderlinder , Paris, 1936, Picart, 152 p.[10]
- La Tabatière d'or, roman fantastique, Charleroi, 1951, Spirou-sélection. Série verte, J. Dupuis fils, 220 p.

## Distinctions
- Officier de l'ordre de Léopold.
- Officier de l'ordre de la Couronne.
- Officier de l'ordre de Léopold II en 1928.